# Felestads socken
Felestads socken i Skåne ingick i Rönnebergs härad, ingår sedan 1971 i Svalövs kommun och motsvarar från 2016 Felestads distrikt.
Socknens areal är 4,94 kvadratkilometer varav 4,93 land. År 2000 fanns här 992 invånare. Sydvästra delen av tätorten Svalöv med kyrkbyn Felestad och sockenkyrkan Felestads kyrka ligger i socknen.

## Administrativ historik
Socknen har medeltida ursprung. 
Vid kommunreformen 1862 övergick socknens ansvar för de kyrkliga frågorna till Felestads församling och för de borgerliga frågorna bildades Felestads landskommun. Landskommunen uppgick 1952 i Svalövs landskommun som 1971 ombildades till Svalövs kommun. Församlingen uppgick 2002 i Svalövsbygdens församling som 2014 namnändrades till Svalövs församling.
1 januari 2016 inrättades distriktet Felestad, med samma omfattning som församlingen hade 1999/2000. 
Socknen har tillhört län, fögderier, tingslag och domsagor enligt vad som beskrivs i artikeln Rönnebergs härad. De indelta soldaterna tillhörde Norra skånska infanteriregementet, Rönnebergs kompani och Skånska husarregementet.

## Historia

### Kommunbeskrivning 1932 i Svenska Orter: Atlas över Sverige
Felestad, kommun i Malmöhus län är Rönnebergas härads minsta socken, tillhör Rönnebergas landsfogdedistrikt, Landskrona fögderi, Rönnebergas väghållningsdistrikt, samt ingår som annexförsamling i Svalövs Källs-Nöbbelövs och Felestads församlingars pastorat i Lunds stift. Felestad har bara en by, kyrkbyn. Felestad är beläget i en skoglös, mycket bördig trakt och har svagt kuperad mark. Jorden består av mylla på ler- och märgelbotten. En av Saxåns källarmar flyter över slätten i en djupt nedskuren dalgång. Kommunens viktigaste jordbruksprodukt var vete. 

#### Politisk uppdrag
1904 var Jöns Persson, lantbrukare, ordförande i kommunalstämma och kommunalnämnden.
Lantbrukaren Magnus Hansson var 1924 ordförande i kommunalstämma, kommunalfullmäktige och fattigvårdsstyrelsen. Folkskolläraren Nils Bengtsson var ordförande i Pensionsnämnden 1924. I socknen fanns en skola. 1924 hade kommunen 4 personer som fick helt understöd och ytterligare 3 som åtnjöt ett delvis stöd.

#### Jordbruket
Areal 494 ha, varav 493 land. Ägoslag 1927: åker 474 ha, trädgård 2, slåtteräng 7, ordnad betesäng 5 och övrig mark 5.  Brukningsdelar enligt 1927 års jordbruksräkning 15 st. Åkerjordens fördelning (1927): vete 114 hektar, vall 106 hektar, blandsäd 65, korn 49 hektar, sockerbetor 45 hektar, foderrotfrukter 32 hektar, grönfoder 30 hektar, baljväxter 7 hektar, havre 5 hektar, råg 3 hektar, potatis 3 hektar och träda 15 hektar. Husdjur (1927): hästar 82, nötkreatur 328, svin 244, fjäderfän 1253 och bisamhällen 2.

#### Taxeringsuppgifter
Taxeringsvärde för skattepliktig fastighet 1930 för jordbruksfastigheter 1 169 300 kr. För andra fastigheter 122 600. Taxeringsvärde för skattefri fastighet 1930 and fastigheter  tillhörig kommuner med flera 48 000 kr., varav kyrka 20 000 och folkskola 12 000.
Till kommunal inkomstskatt taxerad inkomst 1930 från svenska aktiebolag och solidariska bankbolag 430 kr., andra skattskyldiga 164 720. Antal skattekronor 1931: 1 704. Kommunalskatt 1931:  5,46 kr., varav borgerlig kommun 1,60, kyrkan 2,06 och skolan 1,80. Landstingsskatt 1931: 2,20 kr. Vägskatt 1931: 0,25 kr. per fyrk.
Tillgångar 31 december 1928 borgerlig kommun 1100 kr., varav fastigheter 1 000, kyrklig kommun 24 960, varav fastigheter 16 400. Skulder 31 december 1928: borgerlig kommun 59 kr., kyrklig kommun 137 kr.
Kommunikationer : Busslinje: Röstånga-Teckomatorp.

### Näringsliv
!874 inrättades ett av Sveriges äldsta andelsmejerier i Felestad. I övrigt fanns det vagnmakare, taktäckare, murare, snickare och handlare 1904. 1924 fanns också en byggmästare.
| År   | Antal | Källa                              |
| ---- | ----- | ---------------------------------- |
| 1805 | 147   | Skånes kalender 1924               |
| 1865 | 264   | Skånes kalender 1924               |
| 1904 | 251   | Skånes kalender 1924               |
| 1912 | 256   | Skånes kalender 1924               |
| 1921 | 266   | Svenska orter : Atlas över Sverige |
| 1931 | 253   | Svenska orter : Atlas över Sverige |

Folkmängden var stabil då kommunen växt samman med Svalövs tätort och inte drabbades av landsbygdens befolkningsminskning. 
Felestads  by i Felestads kommun; 15 jordbruksfastigheter, 27 andra fastigheter. Taxeringsvärde för jordbruksfastigheter 1 169 300 kr, för andra fastigheter 126 400. 
- Felestad nr 1—2, 7/32 mantal, ägare Jöns Sjunnesson; areal 46,4 hektar, därav 42,5 åker, taxeringsvärde 111 400 kr.

- Felestad nr 1, 47/224 mantal, äges av Pål Persson; areal 48,3 ha, varav 44,5 åker, taxeringsvärde 109 900 kr.
- Felestad nr 2, 6/48 mantal, tillhörde lantbrukare Håkan Håkansson; areal 30 ha åker, taxeringsvärde 72 000 kr.

- Felestad nr 2, 3, 1/8 mantal, ägare Håkan Persson; areal 27,8 hektar åker, taxeringsvärde 69 500 kr.
- Felestad nr  3, 3/16 mantal, kallas Almbacka, ägeds av Börge Lennart Persson; areal 31,7 ha (åker), taxeringsvärde 76 000 kr.

- Felestad nr 6, 3/16 mantal, nr 2, 1/32 mantal, nr 4, l/4 mantal, tillhörde Magnus Hansson; areal 77 ha, därav 72,8 åker, taxeringsvärde 183 700 kr.

- Felestad nr 7, 8, l/4 mantal, kallas Åkersnäs, ägdes av hemmansägare Åke Persson; areal 37,3 ha (åker), taxeringsvärde 8  500 kr.
- Felestad nr 9, i/8 mantal, ägare Anders Schunnesson; areal 32,6 ha (åker), taxeringsvärde 84 000 kr.

- Felestad nr 13, l/8 mantal, tillhörde Bengt Nilssons stärbhus; areal 28,2 ha (åker), taxeringsvärde 67 600 kr.

- Felestad nr 5, 1/8 mantal, 23/192 mantal, nr 14, torp, ägdes av Per Bondessons lantbruks a.-b.; areal 56,7 hektar, därav 55,7 åker, taxeringsvärde 130 000 kr.

- Felestad nr 10, 1/8 mantal, tillhörde staten; areal 24,7 ha, därav 24,2 åker, taxeringsvärde 56 400 kr.

## Geografi
Felestads socken ligger öster om Landskrona. Socknen är en odlad och delvis tättbebyggd slättbygd.

## Fornlämningar
Några boplatser och lösfynd från stenåldern är funna.

## Namnet
Namnet skrevs i början av 1300-talet Fillistate och kommer från kyrkbyn. Efterleden är sta(d), 'plats, ställe'. Förleden kan innehålla fili, 'samling av brädor' kanske syftande på en bro..